# 43998 Nanyoshino
43998 Nanyoshino è un asteroide della fascia principale. Scoperto nel 1997, presenta un'orbita caratterizzata da un semiasse maggiore pari a 3,1592470 UA e da un'eccentricità di 0,2011717, inclinata di 16,44813° rispetto all'eclittica.